# RK Medveščak Zagreb
Maillots
Le RK Medveščak Zagreb est un club de handball masculin situé à Zagreb en Croatie, évoluant en Premijer Liga. Le club tient son nom de Gornji Grad - Medveščak, le plus riche arrondissement de Zagreb. 
Au cours de son histoire, le club a successivement porté les noms de Prvomajska, Coning Medveščak, Medveščak Osiguranje Zagreb, Medveščak Infosistem, Agram Medveščak ou encore Medveščak NFD.

## Histoire

### L'âge d'or yougoslave
Le club fut fondé en 1936 sous le nom du Prvomajska Zagreb.
Son épopée débute dès l'implantation du handball à sept puisqu'en 1952, soit l'année de création du championnat national de ce handball moderne, le Prvomajska montre sa suprématie en termina champion devant le Lokomotiva Virovitica. Ce titre est réédité en 1954, championnat désormais à deux groupes, où finissant premier de la poule 1, le Prvomajska bat le RK Zagreb 15 à 9. 
Mais après ce doublé, les résultats de l'équipe chutèrent et bien vite le club se retrouva en division 2. Le club retrouva l'élite nationale lors de la saison 1961/1962 où il termina cinquième sur les douze participants. Lors de la saison 1962/1963, le club change de nom et devient le Medveščak, une saison où le club termine troisième à cinq points de la première place derrière le Partizan Bjelovar et le RK Zagreb, les deux grands rivaux du club.
La saison suivante, le Medveščak réussit l'exploit de remporter son troisième titre de champion de Yougoslavie, dix ans après le dernier. Il obtint ainsi une qualification pour la Coupe des clubs champions 1964-1965. Et cette première campagne fut exceptionnelle puisque, après avoir éliminé les autrichiens du SK Rapid Vienne lors du premier tour, il élimina 14 à 12 le tenant du titre, les tchécoslovaques du Dukla Prague, lors du deuxième tour et se qualifia ainsi pour la phase finale. En quart de finale, il écarta les soviétiques du Burevestnik Tbilissi puis, en demi-finale, les danois de l'Ajax Copenhague. Face aux roumains du Dinamo Bucarest, la finale fut très serrée, mais tourna à l'avantage des roumains qui s'imposent 13 à 11. Sur le plan national, le club finit deuxième du championnat derrière le RK Zagreb qui remporte le titre grâce à une différence de buts favorable de +139 par rapport au RK Medveščak (+122), les deux clubs ayant tous deux terminé la saison avec un total de 41 points. Cette saison ne fut toutefois pas que synonyme de 2e place puisque le club remporta sa première Coupe de Yougoslavie.
Le titre fut reconquis lors de la saison 1965/1966, synonyme de qualification pour la Coupe des clubs champions 1966-1967. Cette seconde campagne européenne se termina en quart de finale où le Medveščak fut éliminé par les Allemands du VfL Gummersbach, futur vainqueur de cette édition. En Championnat, le club à la deuxième place.
Par après, dans le reste des années 1960, 70, 80 ainsi que 90, le Medveščak navigue dans le classement se retrouvant parfois en bas du classement comme en haut mais ne remportant plus de titre de championnat. Par contre, le club trouva son salut avec la Coupe de Yougoslavie qu'il remporta à sept reprises en 1970, en 1978, en 1981, en 1987, en 1989 et en 1990.

### En Croatie
Depuis la création d'un Championnat croate en 1991, le club subit, comme tous les autres clubs croate de l'élite, l'écrasante domination du RK Zagreb, soit son grand rival. Le Medveščak ne remporta donc aucun titre national croate mais finit une fois deuxième du Championnat en 1993, et cinq fois troisième en 1992, en 1994, en 2002, en 2003 et en 2006.
Sur le plan international, on peut citer que le club réussit à atteindre les demi-finales de la Coupe Challenge lors de la saison 2005/2006 où le club est éliminé par les roumains du Steaua Bucarest malgré une victoire à domicile.

## Palmarès
| Compétitions internationales                    | Compétitions nationales |
| - Coupe des clubs champions - Finaliste en 1965 | - Champion de Yougoslavie (4) : 1953, 1954, 1964, 1966 - Coupe de Yougoslavie (7) : 1970, 1978, 1981, 1986, 1987, 1989, 1990 - Championnat de Croatie - vice-champion (1) 1993 - Coupe de Croatie - Finaliste (6) : 1992, 1993, 1994, 1999, 2006, 2009 |

## Joueurs célèbres
- / Mirko Bašić : de 1989 à 1990 et de 2001 à 2002
- Damir Bičanić : de 2005 à 2007
- Ivan Čupić : de 2005 à 2007
- Nenad Kljaić : de 1980 à 1988
- Marko Kopljar : de 2004 à 2007
- Tomislav Križanović : de 1978 à 1986
- Goran Perkovac : de 1979 à 1989
- Zlatko Saračević : de 1987 à 1990
- Irfan Smajlagić : de 1987 à 1990 et de 1997 à 1998
- Vlado Šola : de 1985 à 1995
- Goran Šprem : de 2001 à 2002
- Renato Sulić : de 2005 à 2006
- Mate Šunjić : de 2005 à 2010
- Zdravko Zovko : de 1972 à 1988

## Salle
Le club évolue à la ŠRC Šalata à Zagreb.

## Rivalités
- Derby
  - RK Zagreb
  - RK Dubrava Zagreb